# Franjo Antun Bartučević
Franjo Antun Bartučević (Hvar, 1550. – ?, poslije 1620.) je bio hrvatski plemenitaš, diplomat, crkveni dužnosnik, vojna osoba iz reda franjevaca. Bio je vranski prior i diplomat, franjevac, malteški vitez sv. Ivana Jeruzalemskog. Iz plemenitaške je obitelji Bartučevića. Sin je Tulija Bartučevića i praunuk rodozačetnika Bartuča.
Razvio je živu diplomatsku aktivnost. Za organiziranje akcije oslobođenja južnih hrvatskih krajeva, Bosne, Crne Gore i Albanije od Turaka uspio je pridobiti podršku pape Klementa VIII. (1592. – 1605.) i Habsburgovaca (cara Rudolfa II.), uz čiju je pomoć poveo pokret za oslobođenje kršćana iz navedenih zemalja. Još se diplomatski angažirao po drugim državama radi oslobađanja jugoistočne Europe od Turaka, pa je pregovarao s nikšićkim vojvodom Grdanom, savojskim vojvodom Karlom Emanuelom I. i toskanskim vojvodom Cosimom II.
Godine 1595. dobio je Ivan Alberti dopuštenje cara Rudolfa II. voditi pothvat protiv kliških Turaka u njegovo ime, nakon čega se je Ivan, početkom 1596., obratio uskocima za pomoć. Albertija su u akciji poduprijeli i splitski plemići Nikola Cindro i Franjo Martinić, njegov brat Nikola, kliški arhiđakon Pavao Sirotković (poljički glagoljaš), svećenik Anđeo Trogiranin i Antun Franjo Bartučević, glavni posrednik na dvoru cara Rudolfa II.
Smatra se da je Bartučević bio idejnim začetnikom obrane Klisa od Turaka. U akciji logističke pomoći kliškim braniteljima 1596. Turci su ga nakratko zarobili. To je bilo nakon što je uspješno obavio akciju, dostavivši kliškim braniteljima hranu.
Iako se nije uspjelo obraniti nakratko oslobođeni Klis, ovo ga nije obeshrabrilo. Ponovo lobira diljem Europe. Planirao je osloboditi Bosnu, a pripreme je izvido na dvoru Rudolfa II. do 1605. godine. Poslije toga putovao je u diplomatskim misijama u kojima je lobirao za oslobođenje jugoistočne Europe od Osmanskog Carstva.
Ova Albertijeva akcija u kojoj je sudjelovao Bartučević te njima slične govore kako je legitimistički pokret tijekom 15. i 16. st. izraz svijesti dijela dalmatinskog plemstva o pripadnosti Dalmacije hrvatskom kraljevstvu i prihvaćanja ideje o kraljevskoj vlasti nad Dalmacijom ugarskih i hrvatskih vladara. U tom su smislu te akcije dijelom stogodišnjeg hrvatsko-turskog rata, a ne neke mletačke protuturske akcije. Štoviše, Šime je Ljubić ustvrdio proučavajući mletačke izvore utvrdio činjenicu da su Mlečani potpuno stali na stranu Osmanlija u velikoj borbi za Klis, tadanju metonimiju kršćanstva.

Svijest i stav tog dijela dalmatinskog plemstva o pripadnosti Hrvatskom Kraljevstvu nisu zamrle ni dvjesta godina poslije kliškog pothvata jer su se plemići 1797., prihvativši novu vlast, i dalje iskali da se Dalmacija pripoji zemljama nad kojima je vladar »koji nosi naslov kralja Hrvatske i Dalmacije«.
O slavnoj akciji oslobođanja Klisa pisali su hrvatski znanstvenici Josip Ante Soldo,Franjo Divinić, Gašpar Vinjalić, Daniel Farlati, Šime Ljubić, Karlo Horvat, Franjo Rački, Radoslav Lopašić, Vjekoslav Klaić, Tadija Smičiklas, Grga Novak, Miroslav Granić, Nenad Moačanin, mletački G. N. Doglioni i drugi.